# 中通村 (新潟県刈羽郡)
中通村（なかどおりむら）は、新潟県刈羽郡にあった村。現在の柏崎市と刈羽郡刈羽村にまたがる所にあった。
村名は、柏崎方面から曽地峠の間を結ぶ道（現在の国道8号）の村々を通称「中通」としていたことによる。

## 地理
曽地峠が当村域の中部にあり、西側は平野、東側は黒川に沿う谷である。
- 山: 曽地峠、妙法寺峠、大日山
- 河川: 別山川、黒川

## 沿革
- 1889年（明治22年）4月1日 - 町村制施行により、以下の4村が成立。
  - 吉井村（よしいむら） - 吉井村、矢田村が合併。
  - 曾地村（そちむら） - 曾地村、曾地新田、花田村、飯塚村、飯塚新田が合併。
  - 油田村（あぶらでんむら） - 油田村、黒川村、五十土（いかづち）村、成沢村、小黒須村が合併。
  - 東城村（とうじょうむら） - 大塚村、新屋敷村、赤田町方村、赤田北方村が合併。
- 1901年（明治34年）11月1日 - 吉井村、曾地村、油田村と、東城村のうち赤田町方、赤田北方が合併し、中通村成立。東城村のうち大塚、新屋敷は刈羽村に合併。
- 1956年（昭和31年）9月30日 - 赤田町方、赤田北方、油田、黒川と飯塚の一部は刈羽村へ、吉井の一部は北条村へ、残りは柏崎市へそれぞれ編入。飯塚のうち刈羽村に編入された区域は「枯木」、吉井のうち北条村へ編入された区域は「吉井黒川」とそれぞれ改称。

## 村の分裂
中通村が分村による編入となった背景には、当時改築、移転計画があった小学校の問題が原因といわれている。中通村が廃止になる数年前に、油田にあった小学校が老朽化したため校舎を改築、または同時に移転する計画が持ち上がり、油田地区の住民はそれまでと同じ油田地区内に建設することを主張したが、他の地区では五十土に移転するように主張、両者の協議がまとまらなかったため、村は小学校の五十土への移転を決定。しかしこれに納得の行かなかった油田地区の住民は、地区内に自主的に開いた学校で小学生を学ばせたり、中には他の村へ越境通学させる児童まで出てくるなど抗議に及んだ。そこへ中通村の合併、閉村が決まり、村は3市村へ分割編入された。油田、黒川両地区は東隣の大積村に合併を申し入れたこともあったが諸事情により受け入れられず（大積村は、本村廃止と同じ1956年9月30日に宮本村と合併し、二和村となる。現・長岡市）、その後刈羽村から誘いがあったことにより、これを受け入れ、油田、黒川両地区は現在に至る刈羽村の飛地となった。
なお、油田地区内には刈羽村立赤田小学校油田分校があったが、1979年（昭和54年）3月の同小学校閉校と共に分校も閉校となった。